# Salminus
Salminus (= kleine zalm), ook wel dorado of dourado genoemd, is een geslacht van straalvinnige vissen uit de familie van karperzalmen (Characidae).

## Soorten
- Salminus affinis Steindachner, 1880
- Salminus brasiliensis (Cuvier, 1816)
- Salminus franciscanus Lima & Britski, 2007
- Salminus hilarii Valenciennes, 1850